# Aeropuerto de Rosales
El Aeropuerto de Rosales (en tagalo: Paliparan ng Rosales) es un aeródromo situado en Barangay, Rosales, Pangasinán, en las Filipinas. Durante la época de la Segunda Guerra Mundial, antes y después de la ocupación de la Base Aérea Clark por los japoneses, el Aeropuerto de Rosales actuó como un aeródromo secundario para los aviones de la Fuerza Aérea de Estados Unidos estacionados allí. El Aeropuerto aparece clasificado por la Autoridad de Aviación Civil de Filipinas como un aeropuerto comunitario y activo para la aviación general y, más comúnmente conocido como 'pista de aterrizaje de Carmen' por su proximidad a la ciudad. Su pista de tierra está registrada con una longitud de 2625 pies (800 m).